# KV Kortrijk in het seizoen 2012/13
KV Kortrijk komt in het seizoen 2012/13 uit in de Belgische Eerste Klasse. De voetbalclub eindigde in het seizoen 2011-2012 in de reguliere competitie op de zesde plaats waardoor het uitkwam in Play-off 1 groep. Hierin werd de ploeg zesde. Dit seizoen staat trainer Hein Vanhaezebrouck voor het derde seizoen op rij en het zesde in totaal aan het roer van de club.

## Ploegsamenstelling

### Spelerskern
| Nummer      | Speler               | Nationaliteit                  | Contract tot | Laatste club                    |      |      |      |
| Doel        | Doel                 | Doel                           | Doel         | Doel                            | Doel | Doel | Doel |
| ----------- | -------------------- | ------------------------------ | ------------ | ------------------------------- | ---- | ---- | ---- |
| 1           | Rémi Pillot          | Vlag van Frankrijk             | 2014         | AS Nancy                        |      |      |      |
| 16          | Darren Keet          | Vlag van Zuid-Afrika           | 2015         | Bidvest Wits                    |      |      |      |
| 30          | Jorgen Rogiers       | Vlag van België                | 2012         | Eigen jeugd                     |      |      |      |
| Verdediging |                      |                                |              |                                 |      |      |      |
| 3           | Baptiste Martin      | Vlag van Frankrijk             | 2014         | AJ Auxerre                      |      |      |      |
| 5           | Alassane També       | Vlag van Frankrijk             | 2015         | Paris Saint Germain             |      |      |      |
| 6           | David Wijns          | Vlag van België                | 2013         | KSK Heist                       |      |      |      |
| 11          | Mustapha Oussalah    | /                              | 2013         | Excelsior Moeskroen             |      |      |      |
| 14          | Landry Mulemo        | /                              | 2015         | Bucaspor                        |      |      |      |
| 23          | Erwin Zukanović      | Vlag van Bosnië en Herzegovina | 2014         | KAS Eupen                       |      |      |      |
| 25          | Stefan Mitrović      | Vlag van Servië                | 2015         | FK Metalac                      |      |      |      |
| 29          | Romain Reynaud       | Vlag van Frankrijk             | 2015         | LB Châteauroux                  |      |      |      |
| Middenveld  |                      |                                |              |                                 |      |      |      |
| 4           | Ismaïla N'Diaye      | Vlag van Frankrijk             | 2014         | SM Caen                         |      |      |      |
| 8           | Nebojša Pavlović     | Vlag van Servië                | 2013         | KSC Lokeren                     |      |      |      |
| 15          | Dylan Ragolle        | Vlag van België                | 2015         | Eigen jeugd                     |      |      |      |
| 17          | Gertjan De Mets      | Vlag van België                | 2014         | Club Brugge                     |      |      |      |
| 18          | Mario Carevic        | Vlag van Kroatië               | 2013         | Maccabi Petach Tikwa (verhuurd) |      |      |      |
| 19          | Brecht Dejaegere     | Vlag van België                | 2015         | Eigen jeugd                     |      |      |      |
| 20          | Thomas Matton        | Vlag van België                | 2014         | Zulte-Waregem                   |      |      |      |
| 21          | Brecht Capon         | Vlag van België                | 2014         | Club Brugge                     |      |      |      |
| 24          | Blanstel Koussalouka | Vlag van Frankrijk             | 2015         | AS Monaco                       |      |      |      |
| 77          | Péter Czvitkovics    | Vlag van Hongarije             | 2013         | Debreceni VSC                   |      |      |      |
| Aanval      |                      |                                |              |                                 |      |      |      |
| 7           | Pablo Chavarria      | Vlag van Argentinië            | 2013         | RSC Anderlecht                  |      |      |      |
| 9           | Kévin Dupuis         | Vlag van Frankrijk             | 2014         | LB Châteauroux                  |      |      |      |
| 10          | Ernest Nfor          | Vlag van Kameroen              | 2014         | SV Zulte Waregem                |      |      |      |
| 22          | Jimmy Kamghain       | Vlag van Frankrijk             | 2015         | Paris Saint Germain             |      |      |      |

### Transfers

#### Inkomend
| Naam                 | Nationaliteit | Positie      | Vorige club                 | Opmerkingen |
| -------------------- | ------------- | ------------ | --------------------------- | ----------- |
| Kévin Dupuis         | Frankrijk     | Aanvaller    | LB Châteauroux              | gekocht     |
| Thomas Matton        | België        | Middenvelder | SV Zulte-Waregem            | gekocht     |
| Jimmy Kamghain       | Frankrijk     | Aanvaller    | Paris Saint-Germain         | gekocht     |
| Romain Reynaud       | Frankrijk     | Verdediger   | LB Châteauroux              | gekocht     |
| Stefan Mitrović      | Servië        | Verdediger   | FK Metalac Gornji Milanovac | gekocht     |
| Blanstel Koussalouka | Frankrijk     | Middenvelder | AS Monaco                   | gekocht     |
| Rémi Pillot          | Frankrijk     | Doelman      | AS Nancy                    | gekocht     |

#### Uitgaand
| Naam                   | Nationaliteit      | Positie      | Nieuwe club      | Opmerkingen    |
| ---------------------- | ------------------ | ------------ | ---------------- | -------------- |
| David Vandenbroeck     | België             | Verdediger   | SV Zulte Waregem | einde huur     |
| Dalibor Veselinović    | Servië             | Aanvaller    | RSC Anderlecht   | einde huur     |
| Pablo Chavarría        | Argentinië         | Aanvaller    | RSC Anderlecht   | einde huur     |
| Mohamed Messoudi       | België             | Middenvelder | AA Gent          | einde contract |
| Steeven Joseph-Monrose | Frankrijk          | Middenvelder | KRC Genk         | verkocht       |
| Ebrahima Sawaneh       | Gambia / Duitsland | Aanvaller    | OH Leuven        | verkocht       |
| Kristof Van Hout       | België             | doelman      | RC Genk          | verkocht       |

### Trainersstaf
| Naam                | Nationaliteit | Functie                       |
| ------------------- | ------------- | ----------------------------- |
| Hein Vanhaezebrouck | België        | Hoofdtrainer                  |
| Yves Vanderhaeghe   | België        | Assistent-trainer             |
| Patrick De Man      | België        | Keeperstrainer                |
| Gino Caen           | België        | Fysiek- en revalidatietrainer |

## Wedstrijden

### Oefenwedstrijden
| Datum           | Wedstrijd                      | Score | Doelpunten van KVK-spelers                                |
| 22 juni 2012    | KdNS Heule - KV Kortrijk       | 1-6   | Pavlovic, Matton, Czvitkovics, N'Diaye, Zukanovic,Souhail |
| 23 juni 2012    | OMS Ingelmunster - KV Kortrijk | 0-7   | N'Diaye, Nfor, Zukanovic,Capon,Ibou,Carevic, Souhail      |
| 29 juni 2012    | KFC Izegem - KV Kortrijk       | 0-2   | De Mets, Devleugele                                       |
| 30 juni 2012    | SK Eernegem - KV Kortrijk      | 0-3   | Wijns (2x)                                                |
| 3 juli 2012     | SW Harelbeke - KV Kortrijk     | 0-3   | Capon (2x), De Mets                                       |
| 7 juli 2012     | KV Kortrijk - Club Brugge      | 1-2   | Capon                                                     |
| 10 juli 2012    | KV Kortrijk - Uijpest Dozsa    | 5-0   | Wijns (2x), Nfor, Koussalouka, Capon                      |
| 14 juli 2012    | ADO Den Haag - KV Kortrijk     | 1-2   | Martin, Capon                                             |
| 18 juli 2012    | KV Oostende - KV Kortrijk      | 2-1   | Capon                                                     |
| 24 juli 2012    | KV Kortrijk - Players4contract | 4-0   | Dupuis (2x), Cvitkovics (2x)                              |
| 7 augustus 2012 | RRC Péruwelz - KV Kortrijk     | 1-2   | Dupuis, Kamghain                                          |

### Bo Braem Cup
| 20 juli 2012 | KV Kortrijk - CS Sedan | 2-1 | Capon, Zukanovic |

## Jupiler Pro League

### Reguliere Competitie
| Datum/tijd         | Thuis | Uitslag        | Uit                                                                        | Informatie |
| ------------------ | ----- | -------------- | -------------------------------------------------------------------------- | ---------- |
| 28 juli 2012 18:00 |       |                |                                                                            |            |
| KV Kortrijk        | 1-1   | RSC Anderlecht | Guldensporenstadion, Kortrijk Toeschouwers: 8223 Arbiter: Christof Dierick |            |
| Zukanovic          | 1-0   | Deschacht      | Guldensporenstadion, Kortrijk Toeschouwers: 8223 Arbiter: Christof Dierick |            |

| Datum/tijd            | Thuis | Uitslag        | Uit                                                                   | Informatie |
| --------------------- | ----- | -------------- | --------------------------------------------------------------------- | ---------- |
| 4 augustus 2012 20:00 |       |                |                                                                       |            |
| Cercle Brugge         | 1-2   | KV Kortrijk    | Jan Breydelstadion, Brugge Toeschouwers: 6832 Arbiter: Bart Vertenten |            |
| Portier               | 1-0   | N'for , Matton | Jan Breydelstadion, Brugge Toeschouwers: 6832 Arbiter: Bart Vertenten |            |

| Datum/tijd             | Thuis | Uitslag            | Uit                                                                                    | Informatie |
| ---------------------- | ----- | ------------------ | -------------------------------------------------------------------------------------- | ---------- |
| 11 augustus 2012 20:00 |       |                    |                                                                                        |            |
| KV Kortrijk            | 0-1   | Sporting Charleroi | Guldensporenstadion, Kortrijk Toeschouwers: 6338 Arbiter: Carlos Manuel Alho-Guerreiro |            |
|                        | 0-0   | Kumedor            | Guldensporenstadion, Kortrijk Toeschouwers: 6338 Arbiter: Carlos Manuel Alho-Guerreiro |            |

| Datum/tijd             | Thuis | Uitslag     | Uit                                                                   | Informatie |
| ---------------------- | ----- | ----------- | --------------------------------------------------------------------- | ---------- |
| 18 augustus 2012 20:00 |       |             |                                                                       |            |
| Zulte Waregem          | 2-0   | KV Kortrijk | Regenboogstadion, Waregem Toeschouwers: 7867 Arbiter: Nicolas Laforge |            |
| Naessens, Lendric      | 0-0   |             | Regenboogstadion, Waregem Toeschouwers: 7867 Arbiter: Nicolas Laforge |            |

| Datum/tijd             | Thuis | Uitslag          | Uit                                                                       | Informatie |
| ---------------------- | ----- | ---------------- | ------------------------------------------------------------------------- | ---------- |
| 25 augustus 2012 20:00 |       |                  |                                                                           |            |
| KV Kortrijk            | 2-1   | Waasland-Beveren | Guldensporenstadion, Kortrijk Toeschouwers: 6271 Arbiter: Erik Lambrechts |            |
| Mitrovic, Pavlovic     | 2-0   | Da Silva         | Guldensporenstadion, Kortrijk Toeschouwers: 6271 Arbiter: Erik Lambrechts |            |

| Datum/tijd             | Thuis | Uitslag     | Uit                                                                 | Informatie |
| ---------------------- | ----- | ----------- | ------------------------------------------------------------------- | ---------- |
| 1 september 2012 20:30 |       |             |                                                                     |            |
| Lokeren                | 0-1   | KV Kortrijk | Daknamstadion, Lokeren Toeschouwers: 4716 Arbiter: Jurgen Brinckman |            |
|                        | 0-0   | Zukanovic   | Daknamstadion, Lokeren Toeschouwers: 4716 Arbiter: Jurgen Brinckman |            |

| Datum/tijd              | Thuis | Uitslag     | Uit                                                                 | Informatie |
| ----------------------- | ----- | ----------- | ------------------------------------------------------------------- | ---------- |
| 14 september 2012 20:30 |       |             |                                                                     |            |
| KV Kortrijk             | 1-1   | Club Brugge | Guldensporenstadion, Kortrijk Toeschouwers: 9.340 Arbiter: Wim Smet |            |
| Zukanovic               | 1-0   | Bacca       | Guldensporenstadion, Kortrijk Toeschouwers: 9.340 Arbiter: Wim Smet |            |

| Datum/tijd              | Thuis | Uitslag     | Uit                                                                      | Informatie |
| ----------------------- | ----- | ----------- | ------------------------------------------------------------------------ | ---------- |
| 22 september 2012 20:00 |       |             |                                                                          |            |
| Beerschot AC            | 2-1   | KV Kortrijk | Olympisch stadion, Antwerpen Toeschouwers: 7411 Arbiter: Jonathan Lardot |            |
| Brillant, Losada        | 1-0   | Dejaegere   | Olympisch stadion, Antwerpen Toeschouwers: 7411 Arbiter: Jonathan Lardot |            |

| Datum/tijd              | Thuis | Uitslag       | Uit                                                                        | Informatie |
| ----------------------- | ----- | ------------- | -------------------------------------------------------------------------- | ---------- |
| 30 september 2012 18:00 |       |               |                                                                            |            |
| KV Kortrijk             | 2-1   | Standard Luik | Guldensporenstadion, Kortrijk Toeschouwers: 7028 Arbiter: Frederik Geldhof |            |
| Zukanovic, Chavarria    | 1-1   | Gonzalez      | Guldensporenstadion, Kortrijk Toeschouwers: 7028 Arbiter: Frederik Geldhof |            |

| Datum/tijd           | Thuis | Uitslag         | Uit                                                                       | Informatie |
| -------------------- | ----- | --------------- | ------------------------------------------------------------------------- | ---------- |
| 6 oktober 2012 20:00 |       |                 |                                                                           |            |
| KV Mechelen          | 0-2   | KV Kortrijk     | Achter de Kazerne, Mechelen Toeschouwers: 9700 Arbiter: Claude Bourdouxhe |            |
|                      | 0-1   | Chavarria, Nfor | Achter de Kazerne, Mechelen Toeschouwers: 9700 Arbiter: Claude Bourdouxhe |            |

| Datum/tijd            | Thuis | Uitslag     | Uit                                                                        | Informatie |
| --------------------- | ----- | ----------- | -------------------------------------------------------------------------- | ---------- |
| 20 oktober 2012 20:00 |       |             |                                                                            |            |
| KAA Gent              | 0-1   | KV Kortrijk | Jules Ottenstadion, Gent Toeschouwers: 11130 Arbiter: Sebastien Delferiere |            |
|                       | 0-1   | Oussalah    | Jules Ottenstadion, Gent Toeschouwers: 11130 Arbiter: Sebastien Delferiere |            |

| Datum/tijd            | Thuis | Uitslag | Uit                                                                       | Informatie |
| --------------------- | ----- | ------- | ------------------------------------------------------------------------- | ---------- |
| 28 oktober 2012 14:30 |       |         |                                                                           |            |
| KV Kortrijk           | 1-1   | RC Genk | Guldensporenstadion, Kortrijk Toeschouwers: 9144 Arbiter: Peter Vervecken |            |
| Chavarria (Martin)    | 0-0   | Vossen  | Guldensporenstadion, Kortrijk Toeschouwers: 9144 Arbiter: Peter Vervecken |            |